# RCW 120
RCW 120 (nota anche come la Bolla perfetta o con la sigla Sh2-3) è una regione H II visibile nella costellazione dello Scorpione.
La caratteristica dominante di questa nebulosa è una grande bolla di vento stellare dalla forma estremamente regolare visibile alle lunghezze d'onda submillimetriche; la sua regolarità ha fatto sì che questa struttura sia da molti considerata come l'archetipo di tutte le bolle generate dal vento stellare di stelle massicce.
All'interno della nube, ben visibile nella banda dell'Hα, sono presenti alcuni fenomeni di formazione stellare, come è testimoniato dalla presenza di un gran numero di protostelle, spesso riunite in gruppi, e maser astronomici; attorno alla nube ionizzata è presente un esteso involucro di gas neutri.

## Osservazione

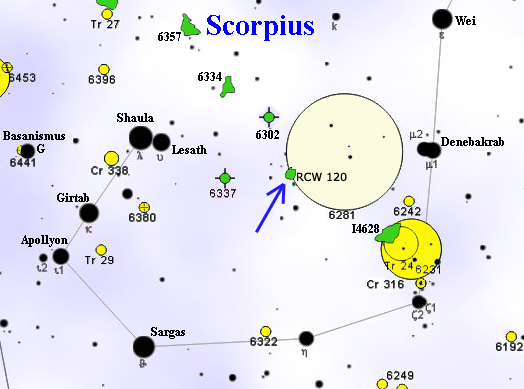
Mappa della parte meridionale della costellazione dello Scorpione con la posizione di RCW 120.

RCW 120 appare all'osservazione amatoriale come una semplice e anonima nebulosa, di dimensioni anche piuttosto ridotte, nel cuore della parte meridionale dello Scorpione, circa mezzo grado a sud del punto mediano della linea che congiunge la stella Lesath (υ Scorpii) alla coppia μ1-μ2 Scorpii. Con un telescopio di 150mm di apertura e appositi filtri appare come una piccola macchia chiara più luminosa verso sud e dall'aspetto vagamente circolare; nelle fotografie astronomiche possono mostrarsi ulteriori dettagli, come una sorta di banda scura che attraversa la nube in senso est-ovest, diramandosi in più punti sul lato orientale. Il campo visivo circostante è pervaso da un gran numero di stelle di fondo, sebbene il tratto di Via Lattea in cui si trova appaia parzialmente oscurato dalla sovrapposizione di numerose nebulose oscure lungo il piano galattico.
La nube si trova nell'emisfero celeste australe e a causa della sua declinazione moderatamente meridionale la sua osservazione può risultare difficoltosa anche dalle latitudini temperate medie dell'emisfero boreale; dall'emisfero australe, al contrario, la sua osservazione è possibile durante quasi tutto l'anno. Il periodo più indicato per la sua individuazione nel cielo serale è compreso fra i mesi di giugno e settembre.

## Caratteristiche e ambiente galattico
RCW 120 appare otticamente come una debole nebulosa, e tale fu ritenuta fino a quando non sono giunte le prime immagini riprese dal Telescopio Spaziale Spitzer, all'inizio degli anni duemila; da queste immagini risultava evidente una grande struttura circolare coincidente con una bolla di vento stellare, dalla forma talmente regolare che da allora venne indicata come un ottimo esempio di bolla perfetta. Questa bolla è stata generata da una stella estremamente massiccia non visibile nella banda della luce visibile; questo particolare ambiente crea le condizioni ottimali per l'accrescimento di una giovane stella gigante, visibile sul bordo della bolla stessa. Nonostante la sua apparente semplicità, questa bolla presenta alcune particolarità, prima fra tutte la sua apertura in direzione nord, da cui fuoriesce il gas ionizzato racchiuso al suo interno.

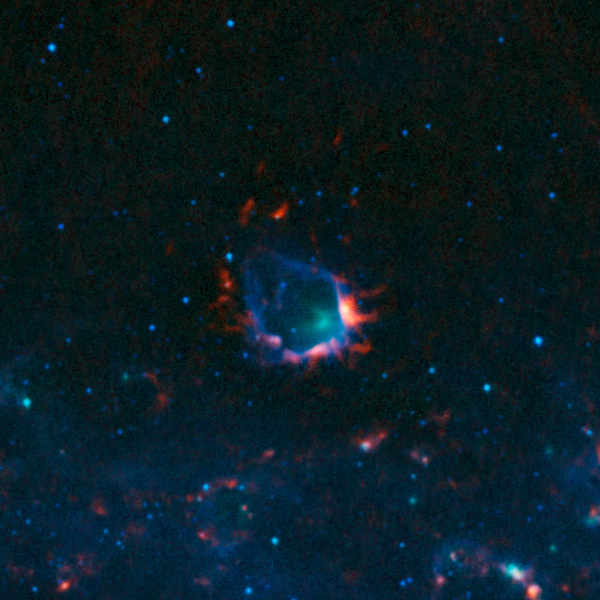
Immagine composita (radiazione submillimetrica - tonalità di rosso - e infrarosso - tonalità di blu e verde -) della "bolla perfetta" che domina la nebulosa.

La stella principale responsabile della ionizzazione dei gas della nube è CD -38°11636, di magnitudine 11,07; la classe spettrale di questa stella è stata oggetto di dibattito nel corso del tempo, quando venne indicata come di classe O8 e O9, mentre tramite la fotometria è stata identificata come una stella azzurra di sequenza principale con classe spettrale B1V. Tuttavia, alcuni studi che prendono in esame anche lo spettro dei gas della nube suggeriscono che la stella ionizzatrice debba appartenere alla classe O8. A questa stella si aggiunge anche quella racchiusa nella piccola nebulosa a riflessione vdBH 84b. In direzione della nube appare anche una gigante rossa di classe M0III nota come HD 155275, la quale però si trova in primo piano rispetto a RCW 120 e quindi non può concorrere alla ionizzazione dei gas.
RCW 120 si presenta come una sorgente termica nel continuum radio, in cui le emissioni più intense sono localizzate nella parte meridionale della nube, lungo il fronte di ionizzazione; questo fatto rivela che la parte meridionale presenta una densità maggiore rispetto alla parte settentrionale, evidentemente più rarefatta.
Tramite le misure fotometriche della stella ionizzatrice è stata anche determinata la distanza dell'intera regione nebulosa, distanza stimata attorno ai 1340 parsec (4370 anni luce); la nube ricade pertanto entro i bordi esterni del Braccio del Sagittario, il braccio di spirale subito più interno del nostro. Entro un raggio di 300 parsec (poco meno di 1000 anni luce) da RCW 120 rientrano diverse altre strutture galattiche ben note e visibili con facilità dalla Terra, in particolare la regione di Ara OB1a, in cui sono presenti grandi nebulose di gas ionizzato e una brillante associazione OB composta da decine di stelle massicce. Entro lo stesso spazio si trovano pure diverse altre regioni H II, come Sh2-13 e la grande e debole nube RCW 114, che circonda la stella di Wolf-Rayet WR 90.

## Fenomeni di formazione stellare

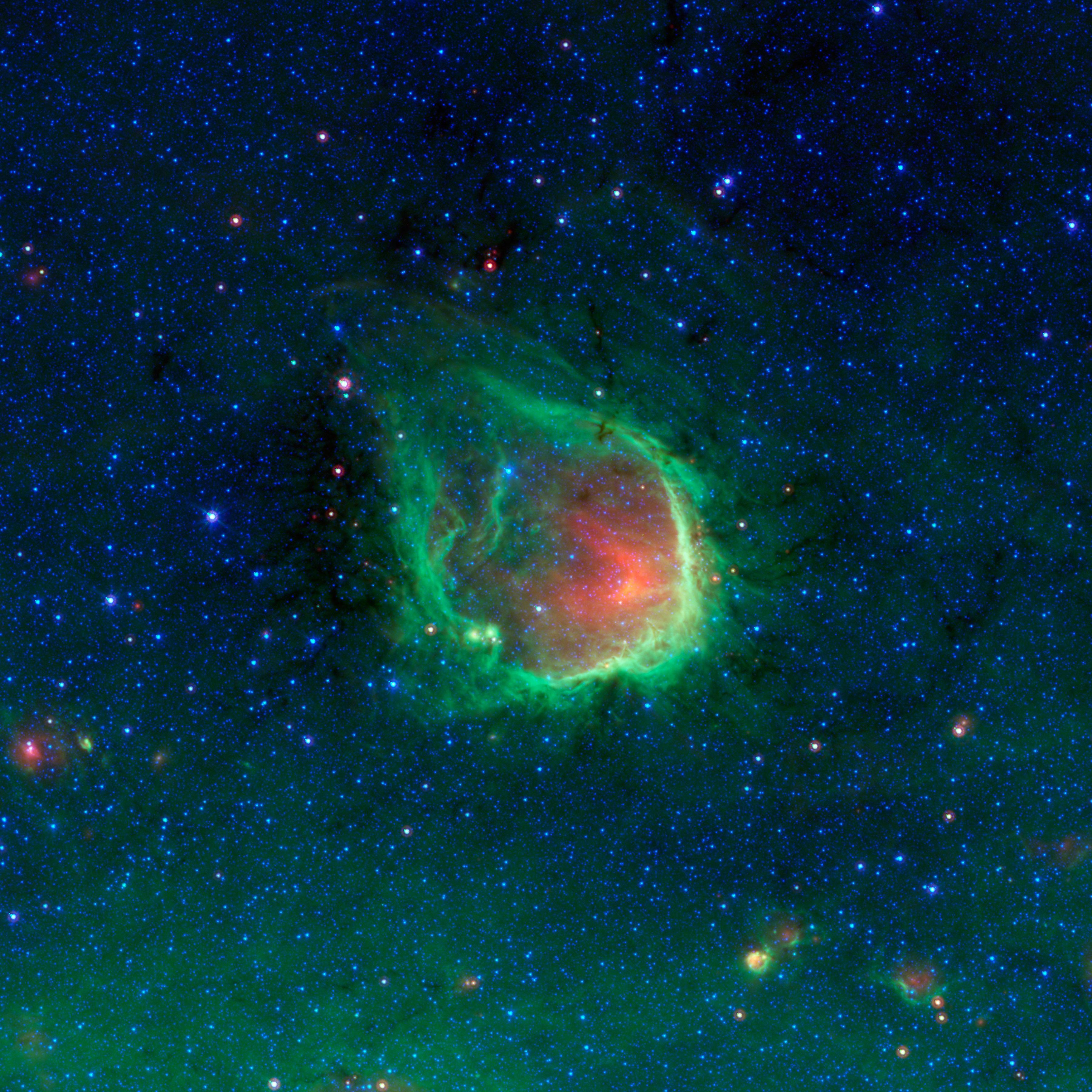
Immagine di RCW 120 ripresa dall'Herschel Space Observatory. Sul bordo inferiore destro della bolla è visibile un bozzolo luminoso, contenente un oggetto stellare giovane di circa 10 M_{⊙} circondato da una nube contenente, secondo le stime, almeno 2000 M_{⊙} di gas e polveri, dalla quale può attingere ulteriore materiale per portare avanti il suo accrescimento. Foto ESA

RCW 120 è circondata da un grande quantitativo di polvere interstellare e gas neutro, rilevato nel corso degli anni duemila. Le polveri attorno alla nube si dispongono in strutture filamentose e sono probabilmente ciò che resta della nube genitrice da cui si è formata la regione H II osservabile attualmente. Le osservazioni millimetriche condotte dall'ESO hanno rivelato l'esistenza di uno strato di gas neutro frammentato adiacente al fronte di ionizzazione, in direzione sud, e alcuni addensamenti probabilmente isolati a nord della nube; i frammenti situati a sud sarebbero, secondo alcune teorie, materiale racimolato durante l'espansione della regione H II e poi frammentato a seguito del collasso gravitazionale.
Tramite i dati derivati dal 2MASS e le osservazioni submillimetriche è stata compilata una lista di probabili oggetti stellari giovani di classe I e II; oltre a ciò, sono state fatte alcune scoperte sulla natura delle componenti della nebulosa. Sul bordo sudoccidentale sono state individuate alcune sorgenti poco luminose, separate da una decina di parsec e allineate lungo una direttrice parallela al fronte di ionizzazione, alcune delle quali sembrano avere una controparte nella banda del vicino infrarosso. Un altro addensamento di protostelle è visibile sul lato sudorientale, mentre il lato orientale ospita alcune protostelle isolate, più altre sorgenti luminose situate lontano dal fronte di ionizzazione principale. In totale sono noti nove addensamenti di giovani stelle in formazione, alcuni dei quali suddivisi a loro volta in sottogruppi; queste condensazioni sono state studiate in grande dettaglio in uno studio condotto nel 2009. Altri indizi che testimoniano l'attività di formazione stellare sono la presenza di alcune sorgenti di onde radio e di due maser, dei quali uno ad acqua e uno a metanolo.
Secondo i modelli che prendono in esame l'evoluzione di questa nebulosa, i fenomeni di formazione stellare che hanno prodotto le protostelle osservate sono stati causati da una serie di processi avvenuti in concomitanza fra loro, come il fenomeno della cattura del gas dal mezzo interstellare circostante ed il successivo collasso gravitazionale, probabilmente responsabile della nascita degli addensamenti di protostelle più meridionali; un secondo fenomeno, che avrebbe contribuito alla formazione delle protostelle situate sul lato orientale, sarebbe l'implosione di una preesistente nube molecolare di piccole dimensioni. Altre concause potrebbero essere, fra le altre, l'insorgere di una instabilità dinamica del fronte di ionizzazione. Tuttavia, i processi che hanno portato alla formazione delle numerose protostelle situate lontano dal fronte di ionizzazione principale e il motivo per cui questi oggetti si trovino vicino alla nube stessa non sono ben chiari.